# Sipunculus nudus
Sipunculus nudus är en stjärnmaskart som beskrevs av Carl von Linné den yngre 1766. Sipunculus nudus ingår i släktet Sipunculus och familjen Sipunculidae. Arten har ej påträffats i Sverige. Inga underarter finns listade i Catalogue of Life.